# Historia Naturalis Brasiliae
Historia naturalis Brasiliae (en français : « Histoire naturelle du Brésil ») est le premier ouvrage scientifique sur l'histoire naturelle du Brésil, publié en 1648. Il est rédigé en latin par le médecin néerlandais Willem Piso, à partir des récits du naturaliste allemand George Markgrave et d'autres explorateurs.